# Макс Вітлок
Макс Вітлок  (англ. Max Whitlock, 13 січня 1993) — британський гімнаст, триразовий олімпійський чемпіон.

## Виступи на Олімпіадах
| Олімпіада   | Дисципліна        | Місце    |
| ----------- | ----------------- | -------- |
| Лондон 2012 | командна першість | 3        |
| Лондон 2012 | вільні вправи     | 14 r1/2  |
| Лондон 2012 | паралельні бруси  | 54 r1/2  |
| Лондон 2012 | кільця            | 49T r1/2 |
| Лондон 2012 | кінь              | 3        |
| Ріо 2016    | командна першість | 4        |
| Ріо 2016    | абсолютний залік  | 3        |
| Ріо 2016    | кінь              | 1        |
| Ріо 2016    | вільні вправи     | 1        |